# Обида (мультфильм, 1962)
«Обида» — советский мультипликационный фильм Романа Качанова 1962 года, в котором применены плоские фактурные куклы в технике «перекладки».

## Сюжет
Жила-была девочка. Она часто меняла друзей. Сначала она дружила с куклой, потом — с петушком, потом — с курицей, потом — со щенком. Но пришла кукла к щенку и рассказала всё про поведение девочки. Понял щенок, что с такой девочкой дружбы не будет и ушёл. Так осталась девочка одна.

## Съёмочная группа
| сценарий             | Сюзанной Бялковской, Анатолия Сазонова                                                                             |
| режиссёр             | Роман Качанов |
| автор песни          | Яков Аким |
| художник             | Николай Серебряков                                                                                                 |
| оператор             | Иосиф Голомб |
| композитор           | Андрей Бабаев |
| звукооператор        | Георгий Мартынюк                                                                                                   |
| ассистент по монтажу | Вера Гокке |
| кукловоды            | Вячеслав Шилобреев, Юрий Клепацкий                                                                                 |
| редактор             | Борис Воронов |
| куклы изготовили:    | Вера Калашникова, В. Куранов, Марина Чеснокова, Владимир Аббакумов, Галина Геттингер, Валерий Петров, И. Максимова |
| под руководством     | Романа Гурова |
| роли озвучивали:     | - Михаил Яншин ― рассказчик - Маргарита Корабельникова ― девочка (поёт колыбельную)                                |
| директор картины     | Натан Битман |